# أليخاندرو ألفاريز
أليخاندرو ألفاريز (بالإسبانية: Alejandro Álvarez Jofre)‏ هو دبلوماسي وقاضي ومحامي تشيلي، ولد في 9 فبراير 1868 في سانتياغو في تشيلي، وتوفي في 19 يوليو 1960 في باريس في فرنسا.